# La Gueule ouverte (journal)
Pour les articles homonymes, voir La Gueule ouverte.
La Gueule ouverte, « le journal qui annonce la fin du monde », était un journal écologiste et politique français fondé, en novembre 1972, par Pierre Fournier, en lien avec  Charlie Hebdo. 
Une nouvelle édition de La Gueule ouverte est lancée, en novembre 2017 pour le premier numéro, puis en septembre 2018 pour le deuxième.

## Journal

### Histoire
Le journal est fondé, en novembre 1972, par Pierre Fournier, pacifiste convaincu et journaliste à Charlie Hebdo,,, avec la participation d'Arthur (pseudonyme de Henri Montant), de François Cavanna, Georges Wolinski, Jean-Marc Reiser, Cabu, Masse, Mollo-Mollo (pseudonyme de Philippe Lebreton), Henri Gougaud, Bernard Charbonneau, Jean-Paul Lambert, Isabelle Monin, Émile Prémillieu, Laurent Samuel,  etc. Le siège de la rédaction est à Ugine.
À la surprise générale, le premier numéro se vend à plus de 70 000 exemplaires. Mais son fondateur Pierre Fournier meurt le 15 février 1973 (l'annonce en est faite dans le numéro 5), Isabelle Monin reprend alors les rênes du journal.
D'abord publié par les Éditions du Square (qui édite Charlie), il l'est ensuite par les Éditions Patatras (à partir du n° 53 du 14 mai 1975). Initialement mensuel, il devient hebdomadaire en 1974, avant de fusionner avec l'hebdomadaire Combat non violent, le 2 juin 1977, et de déménager à La Clayette (Saône-et-Loire). 
Le dernier numéro (n° 314) paraît le 28 mai 1980.
En 2017, une nouvelle édition affiche la volonté de poursuivre la ligne originelle : après l'éditorial signé Patrick Laroche, le premier éditorial de 1972, signé Fournier, est reproduit. Le nouveau sous-titre : « La fin du monde, et après ? » est un clin d’œil à l'original : « Le journal qui annonce la fin du monde ».

### Contenu et ligne éditoriale
Au début des années 1970 naît une forme d'écologie radicale pure et dure dans laquelle s’inscrit ce périodique. La présentation du journal est austère : grand format, peu de couleurs, seule la couverture est systématiquement bicolore, ainsi qu'une double page intérieure. La Gueule ouverte développe ainsi une écologie contestataire, anarchiste, libertaire, rejetant la société industrielle et orientée vers un retour à la terre. Progressivement, la ligne éditoriale passe à une écologie politique, rompant avec un certain catastrophisme. Le ton reste cinglant, et fataliste. Y sont interviewés Ivan Illich (1973), puis Michel Bosquet (1977), Edgar Morin (n° 250 du 24 janvier 1979). Ses cibles privilégiées sont le nucléaire, les multinationales, la malbouffe. La Gueule ouverte se veut aussi pratique, apportant des recettes de cuisine et des conseils de jardinage, montrant comment construire un capteur solaire thermique, une pompe à chaleur, une éolienne, etc. La une est chapeautée, à partir du numéro 106 du 19 mai 1976, par un bon vivant qui se marre, croqué à la manière de Reiser.